# Kyra Vayne
Kyra Vayne, nascuda com Kyra Knopmuss - forma ciríl·lica Кира Кнопмусс - (Sant Petersburg, Imperi Rus, 29 de gener de 1916 - Londres, 12 de gener de 2001) fou una cantant d'òpera russa nacionalitzada britànica.

## Biografia
Va néixer com a Kyra Knopmuss en Sant Petersburg just abans del començament de la Revolució Russa, i en 1924 la família va fugir a Londres. Va ser educada fins al 15 anys en una escola privada. En 1937 va actuar com a ballarina en la revista Sanctions, al costat de la cantant i ballarina Phyllis Dixey. Va intervenir en una retransmissió per ràdio de la BBC en 1938 amb el Cor de Noies de Teddy Joyce. Després que dos professors de veu rebutgessin donar-li classes, va començar a rebre classes de cant de la soprano Mignon Nevada.
Entre 1937 i 1941, al principi sota el nom de Kyra Vronska, va anar de gira amb musicals com ara Balalaika, Show Boat i Chu Chin Chow. Va cantar després cançons gitanes russes en l'espectacle Variety Bill de Vic Oliver, en gira per la Gran Bretanya. Va canviar el seu nom un altre cop a Kyra Vayne i va cantar amb l'Orquestra Simfònica Britànica d'Oliver. Després va cantar en La fira de Sorótxintsi de Mússorgski en el Teatre Savoy i en gira, alternant-se amb la cantant Oda Slobodskaya, en el paper de Khivria, i també amb Daria Bayan com Parassia. Aquesta producció va ser molt popular i va tornar a Londres al Teatre Adelphi abans de fer una segona gira. També va cantar el rol principal de Gay Rosalinda, en una versió en anglès de Die Fledermaus de Johann Strauss, al Teatre Palace, durant quatre setmanes en 1945, però va ser substituïda per una altra soprano, la qual havia invertit els seus diners en la producció.
Després de la guerra Vayne va anar de viatge a Escandinàvia, cantant al Teatre de Varietats de la Xina d'Estocolm, al Tivoli Gardens de Copenhaguen i en altres teatres. En 1947 va aparèixer com a cantant en la pel·lícula The White Unicorn (Bad Sister).
En 1949 va ser convidada a cantar el paper de Fevronia de La llegenda de la ciutat invisible de Kítej de Rimsky-Kórsakov al Gran Teatre del Liceu de Barcelona. En 1951 va cantar el paper de Leonora de l'òpera Il trovatore a l'Òpera Nacional Gal·lesa, i en la tardor de 1952 Vayne va cantar la seva primera Tosca, amb Tito Gobbi fent el rol de Scarpia, en una producció de la Companyia d'Òpera Italiana. La companyia va tornar en maig de 1953, i Vayne va cantar aleshores la Leonora de La forza del destino amb el tenor Carlo Bergonzi fent el paper de Don Alvaro. En 1952 es va casar amb Ígor Semiletoff, un matrimoni que seria més tard dissolt. Va tenir una llarga relació amb Eugene Iskoldoff, l'empresari de la Companyia d'Òpera Italiana, qui esdevindria el seu director. Va anar a Itàlia a provar sort i en 1954 va cantar Donna Anna en El convidat de pedra d'Aleksandr Dargomijski en Florència, i Tosca en Roma, Piacenza i Gènova. També va cantar la Santuzza de Cavalleria rusticana amb Beniamino Gigli fent el paper de Turiddu, a Roma. Al llarg dels anys de funcionament de la Companyia d'Òpera Italiana, la qual va tancar en 1956, Vayne va cantar Violetta de La traviata, Leonora de Il trovatore i Tosca. Ella i Iskoldoff van anar a Nova York i després a Hollywood a buscar la feina però es van quedar sense diners, i després del suïcidi d'Iskoldoff Vayne va quedar en la indigència. Va retornar a Londres per a treballar de secretaria, i més tard de restauradora de ceràmica.
En 1961 va anar a Nova York al Players' Theatre sota el nom de The Strollers.
El primer CD en el qual va participar contenia àries de El príncep Ígor, La dama de piques i Tosca, gràcies a Earl Okin, qui va redescobrir la soprano, editat per Preiser.
Més tard va enregistrar, a l'edat de 81 anys, un disc de cançons i peces d'opereta, i va escriure la seva autobiografia, '"A Voice Reborn" (una veu renascuda) (1999).
Va aparèixer en el programa de ràdio Desert Island Discs de la BBC 4 el 24 de març de 1996.

## Autobiografia i discografia
- 1999 A Voice Reborn. Londres: Arcadia Books ISBN 1-900850-27-3 (amb Andrew Palmer)
- Kyra Vayne (Preiser 89996)
- Kyra Vayne, Volum 2 (Preiser 89993)
- Kyra Vayne (Eklipse EKR-P-16)
- Nostalgia with Kyra Vayne (Eklipse EKR-P-19)